# When We Were Young (Take That)
When We Were Young è un singolo della boy band britannica Take That, pubblicato il 22 agosto 2011 come secondo estratto dall'album Progressed. Il brano fa anche parte della colonna sonora del film I tre moschettieri.

## Descrizione
La canzone è interpretata in duetto da Robbie Williams e Gary Barlow.

## Tracce
Singolo CD
1. When We Were Young – 4:34